# Immortals (pel·lícula)
Immortals és una pel·lícula d'acció dels Estats Units de 2011 dirigida per Tarsem Singh i protagonitzada per Henry Cavill, Stephen Dorff, Luke Evans, John Hurt, Isabel Lucas, Kellan Lutz, Freida Pinto, Daniel Sharman i Mickey Rourke. La pel·lícula està vagament basada en els mites grecs de Teseu, el Minotaure i el Titanomàquia.
is a 2011 American action film directed by Tarsem Singh and starring Henry Cavill, Stephen Dorff, Luke Evans, John Hurt, Isabel Lucas, Kellan Lutz, Freida Pinto, Daniel Sharman, and Mickey Rourke. The film was previously named Dawn of War and War of the Gods before being officially named Immortals, and is loosely based on the Greek myths of Theseus, the Minotaur, and the Titanomachy.
El rodatge va començar a Mont-real el 5 d'abril de 2010. La pel·lícula es va estrenar en 2D i en 3D (utilitzant els formats Real D 3D i Digital 3D) l'11 de novembre de 2011 per Relativity Media, convertint-se en un èxit comercial a la taquilla. Va rebre crítiques mixtes i positives, amb crítics elogiant-ne la direcció i efectes visuals de Tarsem, les actuacions, el repartiment, les seqüències d'acció, el disseny de producció i de vestuari i la música, però en van criticar la narració i la manca de desenvolupament dels personatges.

## Sinopsi
Els exèrcits del rei Hiperió saquegen Grècia i arrasen cada poble que es troben pel camí. El rei sanguinari només té un objectiu: alliberar el poder dels titans adormits per derrotar els déus de l'Olimp.

## Repartiment
- Henry Cavill com a Teseu, mortal escollit per Zeus per lluitar contra el mal.
  - Robert Naylor com a Teseu de jove.
- Stephen Dorff com a Stavros, esclau astús i lladre expert que s'uneix a Teseu en la seva cerca.[4]
- Luke Evans com a Zeus, el rei del cel i rei dels Déus.
  - John Hurt com a home vell, disfressa utilitzada per Zeus per a interactuar amb els mortals.[5]
- Isabel Lucas com a Atena, deessa de la saviesa.[6]
- Kellan Lutz com a Posidó, déu del mar.[7]
- Freida Pinto com a Fedra, sacerdotessa que s'uneix a Teseu en la seva cerca.[8]
- Daniel Sharman com a Ares, déu de la guerra.
- Mickey Rourke com a rei Hyperion, rei de Càndia.
- Joseph Morgan com a Lysander, soldat atenenc traïdor que s'uneix al rei Hyperion després de ser expulsat.
- Peter Stebbings com a Helios, general atenenc.
- Anne Day-Jones com a Etra, mare de Teseu.
- Greg Bryk com a Nycomedes, monjo al servei de Fedra.
- Corey Sevier com a Apol·lo, déu de la llum.
- Steve Byers com a Hèracles,[9][10] déu que va forjar l'arc d'epirus.
- Robert Maillet com a minotaure, sequaç poderós d'Hyperion amb una màscara metàl·lica de toro.
- Romano Orzari com a Icarus, soldat atenenc.
- Alan van Sprang com a Dareios, esclau que s'uneix a Teseu en la seva cerca.
- Stephen McHattie com a Cassander, rei dels hel·lens.
- Mark Margolis com al nou monjo
- Gage Munroe com a Acamant, fill de Teseu i Fedra.
- Tamas Menyhart com a Heraklion